# Www.mipiacitu
www.mipiacitu è un singolo del gruppo musicale pop italiano Gazosa, pubblicato nel luglio 2001 dall'etichetta discografica Sugar. 
La canzone, inserita nell'omonimo album pubblicato il 1º luglio 2001, ha riscosso successo nell'estate di quell'anno, risultandone uno dei tormentoni.

## Descrizione
Il singolo ha riscosso un buon successo raggiungendo la quarta posizione della classifica italiana, grazie anche al fatto che il brano è stato utilizzato per uno spot dell'operatore telefonico Omnitel con protagonista Megan Gale, girato in Sardegna.
La band, che alcuni mesi prima aveva vinto il Festival di Sanremo nella categoria Nuove proposte con la canzone Stai con me (Forever), ha partecipato con questo singolo a vari eventi musicali come il Festivalbar.

## Tracce
CD maxi singolo
1. www.mipiacitu (Single version) – 3:19
2. www.mipiacitu (Club Mix) – 8:07
3. www.mipiacitu (Club Short Mix) – 3:38
4. www.mipiacitu (Single Version Instrumental) – 3:19

12"
1. www.mipiacitu (Single version) – 3:19
2. www.mipiacitu (Club Short Mix) – 3:38
3. www.mipiacitu (Club Mix) – 8:07

## Classifiche
| Classifica (2001) | Posizione massima |
| ----------------- | ----------------- |
| Italia            | 4                 |